# 측정

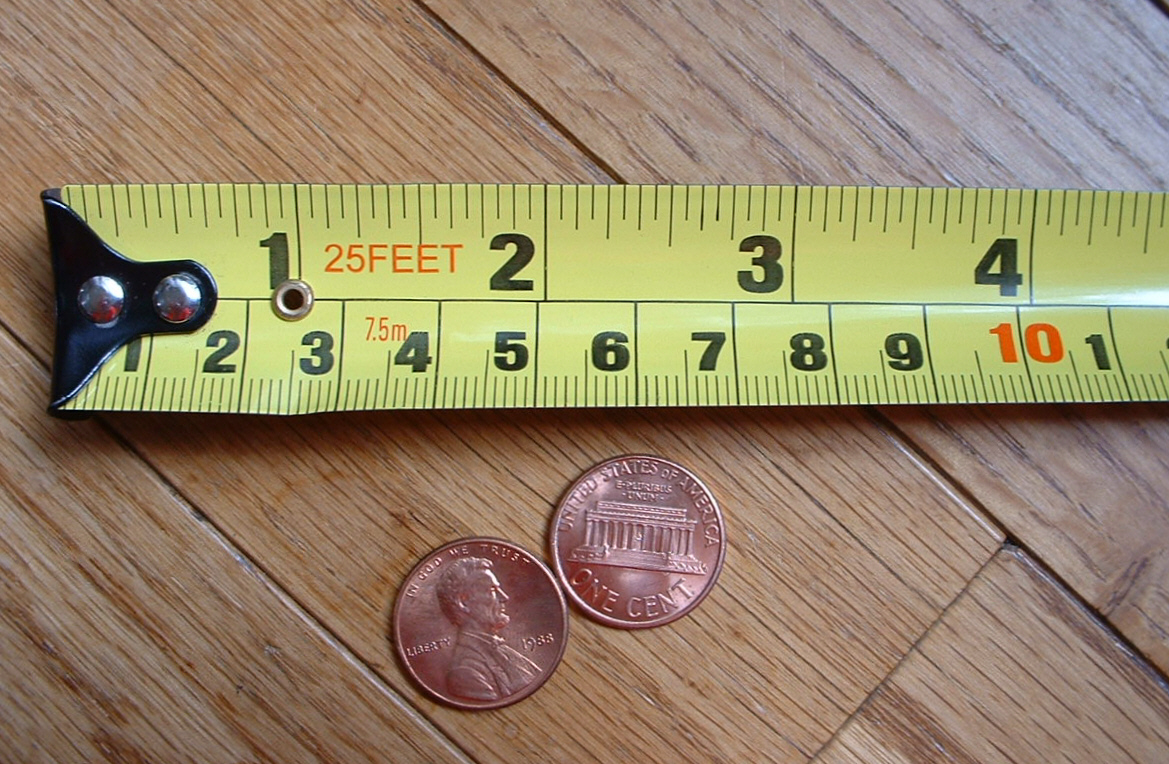
측정에 쓰이는 줄자.

측정(測定)은 일정한 기준을 가지고 물건의 양을 수치화하는 작업을 말한다. 측정은 단위를 정하여 비교한다. 측정은 주로 자나 저울 같은 측정 장비를 통하여 이루어지는데, 이들 장비에는 도량형의 기준과 비교하도록 눈금이 매겨져 있다.
정확한 측정이 필요한 과학에서는, 측정값을 측정값과 오차 범위, 신뢰도를 사용하여 표현한다.
측정에는 수치 외에도 ‘언제’라고 하는 시간 개념, ‘~당(當) 몇 개’라는 미분 개념, ‘거의’라든가 ‘가장 자주’라든가 하는 확률 개념 따위도 필요하다. 그러나, 본질에 관해서만 말하자면 측정은 대응·분류·양자화의 세가지의 개념만으로 성립된다.

## 대응·분류·양자화
측정을 이해하기 위해서는 먼저 수와 양의 개념, 즉 정량적인 개념을 어린이는 어떻게 하여 인식해 나가는가를 살펴보는 편이 빠르다. 3세쯤 되는 아이는 하나, 둘…이라는 수를 나타내는 말이나, 또는 많다, 적다는 따위의 양을 가리키는 말을 배운다. 그러나 그 본질에 접촉하게 되는 것은 역시 '대응'의 조작에서 비롯된다. 가령 알사탕 10개를 나누는 경우를 예로 든다면 5세 정도의 아이라면 5개씩 똑같이 나뉘어 있더라도 정돈되어 있는 것보다는 흩어져 있는 쪽을 더 많다고 여기기가 쉽다. 그러나 6세를 지나면 양쪽의 무더기에서 1개씩 끌어내어 맞추어 보고, 즉 대응을 해 보면 양쪽의 수가 같다는 것을 알게 된다. 한편 크고 작은 것 10개씩을 나누는 장면을 예로 들 경우 수의 개념만이 있는 아이라면 크기에는 관계없이 10개씩 갈라 놓을 것이다. 그러나 수와 함께 양에 대한 개념도 있는 아이라면 먼저 큰 것과 작은 것과의 두 무더기로 나누고, 즉 분류하고 나서 각각 5개씩을 갈라 놓을 것이다. 그리고 알사탕이 들어 있는 큰 봉지와 작은 봉지를 나누는 경우, 여기에서는 대응과 분류의 개념만으로써는 공평한 분배를 할 수가 없다. 이 때에는 봉지를 뜯고 속에 들어 있는 사탕을 셀 수밖에 없는 것이다. 여기에서의 알사탕 1개와 같이 물건을 재는 양을 단위라고 부른다. 그 단위를 기준으로 하여 그 몇 배를 세면 그 물건의 양을 수치에 의해서 정량적으로 나타낼 수가 있다. 이 조작을 양자화라고 한다. 말하자면 어린이는 그 성장과 더불어 양자화의 개념을 파악하여 나아가는 것이다.

## 측정기
대응·분류·양자화라는 수준으로서 여러 가지의 양을 수치로 나타내는 조작, 즉 측정을 사람 대신, 또는 사람의 능력을 넘는 정도로까지 확장해서 감당하여 주는 것이 측정기이다. 알기 쉬운 예로서는 길이를 측정하는 경우가 적당하다. 길이의 단위를 정하는 방법엔 그 나름대로 문제가 있긴 하나 여기서는 어떻든간에 1 m라고 하는 신뢰할 수 있는 단위가 확정되어 있는 것으로 보는 점이 편리하겠다. 이제 현실적인 문제는 1 m라고 하는 단위의 2배, 3배, …라든가, 1/10배, 1/100배라든가를 계산해서 표시한 자를 정확하게 만들고, 이것을 물건에 대어, 그 길이 속에 단위가 몇 개 들어 있는가를 세는 일이다. 이 조작 중에서 측정이 잘되고 잘못됨을 지배하는 인자로서는 자의 정확성, 두 점에 자를 대는 확실성, 단위를 세는 방법의 정해성(正解性), 이 세가지가 결정적인 것이다.

## 오차와 정밀도
초등학교 2학년의 어린이는 자에 관해 학습하는데, 이 중에는 어린이가 가지고 있는 30 cm자를 사용하여 종이 테이프로 줄자를 만들어서, 그것으로 교실의 너비를 재는 연습이 들어 있다. 그런데 2학년 어린이는 신축성이 있는 종이 테이프에 연필로써 정밀하지 못한 선을 긋고 숫자를 써 넣어서 줄자를 만드는 것이 보통이다. 그런 줄자를 이번에는 제나름대로 당기면서 10 m 정도나 되는 교실의 너비를 재는 것이므로, 5 cm쯤의 착오, 즉 오차는 이내 생기게 마련이다. 오차라는 것은, 물건의 양을 측정했을 때의 측정치와 진정한 치와의 차를 가리키는 말이다. 30 cm자로써 연필의 길이를 잴 경우라면 오차가 훨씬 적게 생기지만, 그래도 눈금을 대는 방법이나 눈금 읽기를 조심하지 않으면 2∼3 mm의 오차는 이내 생긴다. 한편 비록 전문가가 정확한 자로써 측정한다고 해도 30 mm에 0.2 mm 정도의 오차가 생기는 것은 거의 어쩔 수 없는 일이다. 이것은 자의 눈금에 0.2 mm 정도의 폭이 있고, 연필의 양끝에도 0.2 mm쯤의 톱니 상태가 있어서 자를 대고 그 길이를 눈금으로 읽는다고 하는 공간적인 대응 조작에서는 정밀성 자체에 한계가 있기 때문이다. 그렇다면 눈금을 아주 세밀하게 넣은 정확한 자로서 블록게이지(block gauge)와 같이 그 자체의 치수가 일정한 것을 잴 때에는 어떠할까. 이 경우에도 역시 한도가 있어서 0.1 mm 이하의 세밀한 판별은 할 수 없는 것이다. 그 까닭은 인간의 눈이 지니는 구조상의 한계 때문이다.
측정이 잘되고 잘못된 정도, 즉 정밀도에는 여러 층의 단계가 있다. 정밀도, 즉 정확한 정도를 나타내는 정확성과 세밀한 정도를 나타내는 정밀성을 향상시키는 것도, 측정에 관한 연구의 주된 목표의 하나인 것이다. 기계에 의한 측정에서는 인간의 감각에 의한 측정에서보다도 오차를 훨씬 작게 할 수가 있다. 공간적인 대응의 세밀성을 늘이기 위해서는 현미경·확대투영기 등 광선을 이용하는 수단이 여러 가지 고안되어 있다. 좀더 넓은 의미에서 근소한 거리차를 조사하기 위해서는 나사 따위를 이용한 기계적인 것, 전기 용량의 변화를 이용한 전기적인 것, 공기마이크로미터와 같은 유체적(流體的)인 것 등 여러 방법이 쓰이고 있다. 그리고 광학적 방법으로는 광전현미경이나 광파간섭계도 쓰인다. 이와 같은 때에서도 알 수 있듯이 어떤 양의 변화로 변환하는 조작은 측정의 수단에서 중요한 의미를 지니는 것이다. 얼른 보기에는 간단한 것같이 여겨지는 측정이라도 그 중에서 몇 단계의 변환이 연속적으로 작용됨으로써 물건의 양이 수치로 나타나는 것이 보통이다.

## 측정의 오차

### 정도와 오차

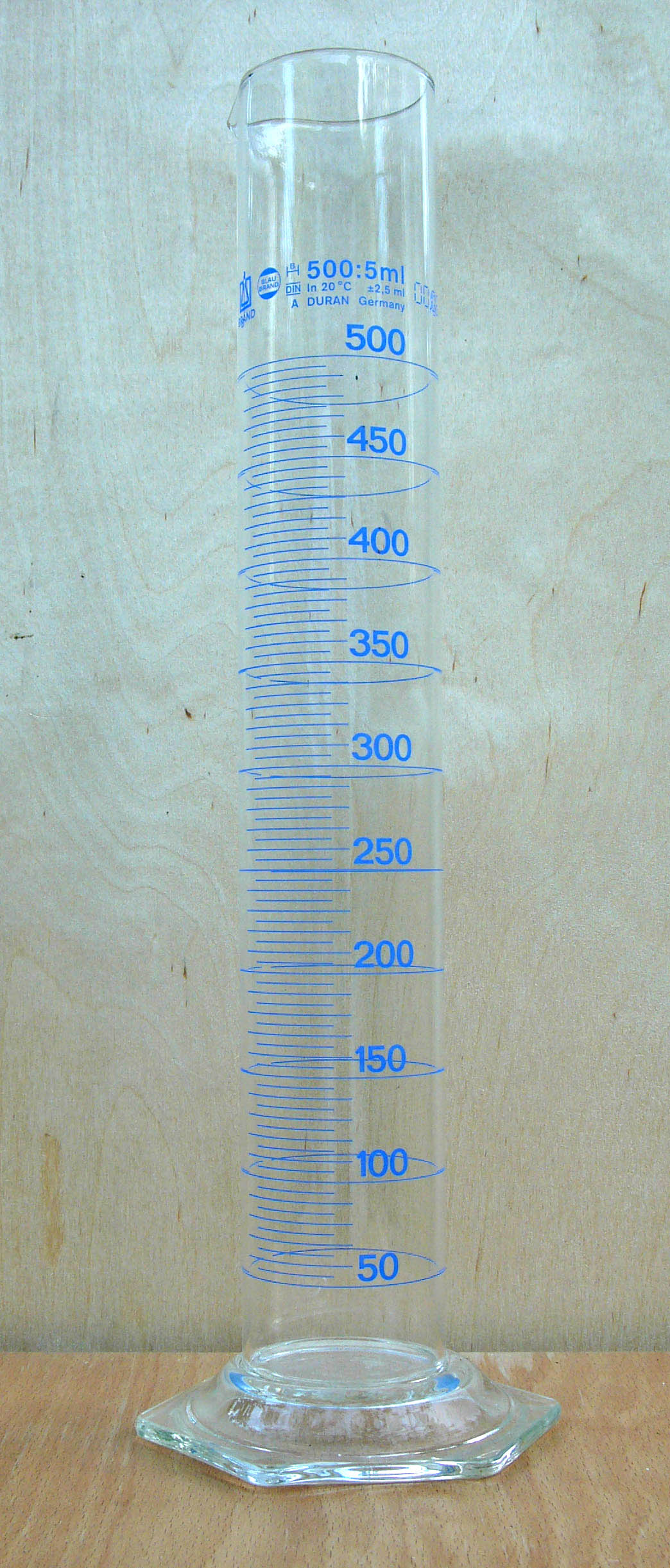
눈금이 표시 된 액량계

가령 둥근 직경 40.00 mm를 목표로 하여 원통이 되게끔 가공했다고 하자. 그런데 가공 후에 원통의 중앙에서 직경을 재었더니 40.05 mm였다면 목표 수치 40.00 mm와는 0.05 mm 차이가 난다. 실제 측정한 값, 즉 측정치와 목표치와의 차를 '오차'라 한다. 이 오차에는 측정의 오차와 가공의 오차가 포함되어 있다. 가령 눈금이 0.01 mm마다에 매겨진 정확한 측정기가 있다면, 눈금과 눈금 사이는 목측(目測)으로 절반 이상을 절상하고 절반 이하는 잘라 버리며 읽으니 40.05 mm로 읽은 수치는 사실 40.04500… mm보다 크고 40.0549… mm보다 작다고 하는 것을 보여 주고 있을 뿐으로서, 0.01 mm 폭의 애매성을 포함하고 있는 것이다. 실제 값(참된 값이라고 한다)은 완전한 측정기가 없는 한 알 수가 없지만 측정의 오차는 절상, 또는 잘라 버린 반 눈금인 0.005 mm보다 작은 것은 확실하다. 그뿐 아니라 측정기의 눈금은 인간이 가공해서 만든 것이므로 여기에 가공의 오차가 가산된다. 그 오차는 일반적으로 한 눈금의 절반 이하인데, 이것을 가미하면 측정오차는 0.01 mm를 넘지 않는 정도가 되며 참값은 40.040 mm에서 40.0599… mm 사이에 존재하게 된다. 참값은 분명치 않지만 가령 40.046 mm였다고 가정하면 목표치로부터의 편차 0.046 mm는 가공의 오차라고 할 수 있다.
오차와 대응해서 정도(精度)라는 용어도 쓰인다. 오차가 작은 것을 일컬을 때는 정도가 높다고 한다. 정도에도 측정의 정도와 가공의 정도가 있다. 같은 측정을 몇 번이고 되풀이하여 그 값에 기복이 적으면 정밀하다고 하며, 이들 측정치의 평균치가 목표인 값과의 편차가 작으면 정확하다고 한다. 정도의 내용에는 이처럼 정밀성과 정확성 등 양쪽을 포함하고 있어 한마디로 정도가 높다고 하는 표현이라도 어느쪽 의미인지를 확인하는 것이 중요하다. 1개의 철봉을 같은 장소에서 직경을 5회 측정하여 그 결과를 평균하면, 단 1회 측정했을 때보다 확실한 측정치를 얻게 된다. 다음에 같은 조건에서 가공한 10개의 철봉에서, 똑같은 측정을 되풀이하면 평균치를 10개 얻게 된다. 10개 중의 최대치와 최소치의 차는 가공의 기복이며, 가공의 정밀성을 보여 주는 것이 된다. 10개의 평균치를 다시 평균한 총평균치가 목표치에서 어느 정도의 편차를 보이는가는 가공의 정확성을 나타내는 척도가 된다. 다음에 어느 것이든 1개의 철봉을 선정, 중앙의 단면을 여러 방향으로 직경을 재어보면 단면의 형상이 정원이 아님을 알 수 있다. 이와 같은 진원의 정도를 진원도라 한다. 이번에는 철봉을 중심선을 지나는 세로로 잘랐을 때 절단면의 직경을 길이를 따라 측정해 보면 완전한 원통형이 아니고 다소 호리병박 형태, 쐐기형 등임을 알 수 있다. 이 같은 원통의 정도를 원통도라 부른다. 이와 같은 형상의 정도 외에 직각의 정도, 평행의 정도를 나타내는 직각도·평행도, 2개 이상의 원통 중심선의 일치의 정도를 나타내는 동심도 등이 있다. 또한 공작물의 표면을 국부적으로 자세히 조사해 보면, 매끈한 것이라든가 요철이 심한 것이라든가 여러 모양의 것이 있다. 이러한 표면 상태를 나타내는 것으로서 표면거칠기가 있으며, 이것은 요철의 높이에 따라 나뉜다. 가령 요철의 높이가 0.003 mm 이하이면 3－S, 0.006 mm 이하라면 6－S로 표시한다.

### 오차가 가져오는 문제
목수가 집을 짓는다든지, 문을 짜서 달 때 자세히 관찰하면 하나하나 상대와 맞춤으로써 틈새가 생기지 않도록 짜맞추고 있는 것을 알 수 있다. 우측과 좌측의 문을 서로 바꾼다든지 해 보면 틈새가 생겨서 꼭 맞지 않는 수가 많다. 상대와 맞춰서 짜맞추는 방식은 기계를 조립하는 경우에도 많이 보게 된다. 그러나 이 방법에서는 익숙한 사람이 솜씨 좋게 짜맞춘 기계는 성능이 좋으나, 서툴게 조립한 것은 성능이 좋지 못하기도 하고 곧 고장을 일으킴으로써 기계의 구조상 결함이 생기고 기계의 정밀도가 떨어진다. 또 사람의 손이 많이 가므로 완성까지에는 시간도 오래 걸릴 뿐 아니라 뒷날 부분품을 교환할 경우에도 기성품을 그대로 쓸 수 없는 불편이 있다. 그 때문에 기계를 만드는 데는 될수록 부분품을 미리 정밀도 높게 만들어, 그대로 조립하는 것만으로 완성할 수 있도록 하는 것이 좋을 것이다. 즉 부분품을 정해진 오차 범위 내로 머물도록 만드는 것이다.
일상생활에 흔히 쓰이는 물품 중 전구·필름·나사 등은 같은 종류의 것이라면 국내의 어디에서든 그대로 쓸 수 있다. 낡은 전구와 새 전구 사이에서는 정확히는 동일 치수가 아니지만 어떤 정해진 치수 범위 안에 들도록 만들어져 있기 때문이다. 이처럼 서로 바꿀 수 있는 성질을 호환성이라고 하며 공업의 발달에는 매우 중요한 사항이다. 서로 맞춰지는 암과 수의 부분품, 가령 암나사와 수나사 등에는 각각에 허용되는 오차가 국가규격(KS)으로 정해져 있다. 이 규격은 감합규격이라고 불린다. 가령 직경 40 mm의 구멍에 H7이라는 기호로 표시되는 감합 치수를 지시하면, 이것은 40.000 mm에서 40.025 mm까지의 범위로 구멍을 뚫으면 된다는 것을 의미하며, 이것과 짜맞추는 축에 G6이라는 지시를 하면 축은 39.975 mm에서 39.991 mm까지 사이로 만들면 된다. 구멍과 축을 짜맞추면 최소 0.009 mm, 최대0.050 mm의 틈새가 생겨서 빡빡하지도 않고 헐겁지도 않을 한쌍의 축과 축받이가 만들어지는 것이다. 보통의 톱니바퀴의 치면은 인벌류트라고 하는 곡선으로 마무리되는 것이 정상인데 잘못 제작하면 이 곡선이 제대로 잡히지 못할 수도 있으며 치면이 거칠고 요철이 생기거나 한다. 이처럼 오차가 큰 톱니바퀴를 서로 맞물리면 격심한 진동이나 소음이 생기게 된다. 이런 경우 역시 오차가 문제가 되는 경우이다.

### 오차가 생기는 원인
측정의 오차이든 가공의 오차이든, 도저히 피할 수 없는 오차와 조심하면 피할 수 있는 오차가 있다. 우선 주의하면 피할 수 있는 것으로서는, 작업자의 과실로부터 오는 오차, 그리고 측정기·공작기계·공구의 적절하지 못한 사용에서 파생되는 오차 등이 있다. 측정기의 적절하지 못한 사용이란 필요 이상으로 큰 힘을 가한다든지 온도차가 큰 상태에서 측정한다든지 하는 경우로 측정물이 변형되어 오차가 생긴다. 가공의 잘못인 경우에는 적절한 절삭 조건을 선정치 않으면 공작물의 표면이 매끈하게 마무리되지 않고, 치수라든가 형상적인 오차가 생긴다. 도저히 회피할 수 없는 것으로서는 측정기구·공작기계 등의 분해능이라든가, 이것들이 원래부터 지니고 있는 오차이다.
분해능이란 기계에 부속하고 있는 척도의 최소 1눈금에 해당하는 길이 혹은 각도를 말하며, 이 1눈금보다 가공오차를 작게 한다는 것은 기대할 수가 없다. 기계류가 원래부터 지니고 있는 오차로서는 극단적인 예로서, 주축이 정확하게 회전하지 못하고 네모난 형상을 그리며 돌고 있는 선반을 사용해서 진원의 철봉을 가공한다는 것은 불가능하다. 또 공구를 부착하는 왕복대를 안내하는 안내면이 정확한 직선이 아닐 때에는 깎여진 공작물은 정확한 원통이 되지 못한다. 선반으로 나사를 깎을 때 엄지나사를 사용하는데, 이 엄지나사가 정확하지 못하면 이에 따라서 만들어지는 나사도 결코 정확하게는 되지 않는다. 또 엄지나사가 정확하더라도 엄지나사의 축과 공작물을 고정하고 있는 주축을 연결하는 톱니바퀴가 불량할 경우에는 올바른 나사가 만들어질 수 없게 된다. 톱니바퀴를 만드는 경우에도 근본이 되는 엄지톱니바퀴가 정확하지 않으면 좋은 톱니바퀴는 만들 수 없다. 이상과 같이 오차가 생기는 원인에는 여러 가지가 있다.

### 오차의 영향에서 벗어나는 길

베벨 기어

오차를 완전히 없앨 수는 없다. 또 오차를 작게 하려면 그에 비례해서 수고와 비용이 많이 들게 된다. 따라서 될 수 있는 한 큰 오차를 허용하도록 하는 편이 유리하다. 그러나 허용할 수 있는 오차에는 한도가 있으므로 용도에 따라서 그 범위가 제한된다. 감합규격은 그와 같은 목적에 이용된다. 톱니바퀴나 나사인 경우 접촉하고 있는 치면, 나사산 면의 반대쪽에 반드시 틈새가 있다. 이 틈새는 '백래시(back lash)'라 불리는데, 백래시가 없으면 원활한 운동을 할 수 없다. 톱니바퀴나 나사가 완전히 이상적으로 만들어졌다면 백래시는 불필요한 것이지만, 실제로는 톱니나 나사산의 형태라든가 각도에 오차가 있으며, 톱니와 톱니의 간격(피치)도 고르지 않기 때문에 필요하게 된다. 톱니바퀴인 경우 이 줄기 방향으로 오차가 있으면 끝면에 가까운 부분만이 접촉되는 현상이 생긴다. 이를 피하기 위해 톱니바퀴의 양 측면에 가까운 부분을 약간 깎아서 잇줄의 가운데가 약간 튀어나오게 만드는데, 이것을 크라우닝(crowning)이라고 한다. 이처럼 실제로 만들어진 제품에 오차가 있게 마련인 것을 전제로 하여 이 오차의 영향을 피하는 수단을 강구한다.

## 기계의 정도

### 측정의 정도와 기계의 정도
정도(精度)는 원래 측정 기술의 분야에서 쓰이는 개념이며, 측정으로써 얻어진 결과가 어느 정도 정확히 참된 값을 표시하고 있는가를 나타내는 것이다. 이것을 알기 쉽게 설명하면 다음과 같다. 즉 측정에 의해 얻어진 값과 참된 값은 일반적으로 똑같지 않으며, 전자에서 후자를 뺀 차이를 오차라 한다. 그러나 참된 값이란 것은 특별한 경우를 제외하고는 관념적인 것으로서 엄밀히 우리가 알 수 없다. 때문에 실제로는 보다 정확하다고 생각하는 값을 참된 값으로 간주하여 그로써 오차를 수량적으로 표시한다.

### 측정의 정도
측정의 오차가 작은 정도를 측정의 정도라 하며, 측정오차가 작을수록 측정의 정도가 좋다고 말한다. 하나의 측정 대상에 관하여 동일하다고 생각되는 조건 밑에서 측정을 몇 번이고 되풀이하면 일반적으로 조금씩 다른 측정값이 얻어진다. 이렇게 측정값이 조금씩 다른 것을 오차범위라고 하는데, 이 오차범위가 작은 정도를 정밀도라 한다. 우리가 이 측정결과로부터 그 측정 대상의 값으로서 가장 확실한 값을 얻으려 하는 경우 가장 간단한 방법은 각 측정값의 평균을 내는 것인데, 여기서 만일 사용한 측정기기가 정확하지 않다면 얻어진 평균값은 그 측정기기의 미스에 상당한 분량만큼 착오가 생기게 된다. 이러한 착오를 편차라 하고 편차의 정도를 정확도라 한다. 정확도, 정밀도는 다 같이 측정의 오차가 작은 정도를 나타내지만, 측정 기술상으로는 구별하여 사용된다. 만일 양자의 구별을 할 수 없는 경우에는 정확도와 정밀도를 포함하여, 혹은 어느 한 쪽을 가리켜 정도라 말할 때가 있다.

### 기계의 정도
기계의 정도도 측정 기술상의 정도에 준하여 이해할 수가 있다. 기계는 많은 부품의 조합에 의해 구성되고 그들 부품 사이의 상대운동 등의 상호관련에 의해 목적한 바의 기능을 실현하는 것이다. 따라서 기계의 정도는 구성 부품과 조합된 기계에 대해서 생각할 수 있다.

### 공작정도
기계를 설계함에 있어 구성부품의 형상·치수는 만들어지는 기계의 종합적인 기능을 고려하여 정해진다. 그렇지만 여러 가지 원인으로 말미암아 설계에서 지정된 기하학적 형상이나 치수에 완전히 일치된 부품을 가공할 수는 없다. 설계치는 희망치로서 실현할 수 없는 값이며, 실제로 가공된 부품 값과의 사이에 차이가 생긴다. 이 차이의 작은 정도를 가공부품의 정도라 하는데 이러한 차이가 작을수록 부품의 정도가 좋다고 말한다. 부품을 가공하는 측에서 볼 경우에는 가공하게 되는 부품을 공작물이라 부르며, 가공된 공작물의 정도를 공작정도라 부르고 있다. 종합된 기계의 정도는 넓은 의미로는 설계할 때에 의도한 기능과 실제로 얻어진 것과의 차로써 정의를 내릴 수 있지만 기계가 지니는 기능 가운데 가장 중요한 부분의 운동에 관해 기계의 정도라는 어구를 사용할 경우가 많다. 즉 좁은 의미로는 설계할 때에 의도한 운동과 실제로 얻어진 운동의 차의 작은 정도(程度)를 기계의 정도라 일컬으며, 그 차이가 작을수록 기계의 정도가 좋다고 말한다.

### 부품의 정도와 공작정도
근년에 이르러 과학·기술이 진보함에 따라 보다 나은 정도의 기계가 요망되고 있으며, 또한 자동차 산업에서 볼 수 있듯이 한종류의 기계를 대량으로 생산하는 경우가 많아졌다. 전자에 관해서는 보다 나은 정도의 부품이 요구되고 후자에 있어서는 성능의 균일성과 제조 원가를 절감시키는 입장에서 구성부품의 호환성이 보다 중요하게 되고, 필요 충분한 부품의 정도를 보다 싼 비용으로 유지하는 것이 목표가 된다. 그러나 공작기계나 측정기계에서는 기계 자신의 정도 그 자체를 향상시키는 것이 목표이지만 산업기계류에서는 기계의 정도는 작동이 원활·적정하게 이루어지기 위한 조건으로서 필요한 것이다. 부품의 정도는 이것을 공작하는 공작기계의 공작정도에 직접 관계되며, 또 부품의 실제 형상·치수는 측정기기에 의해 측정됨으로써 비로소 인식하게 되기 때문에 공작기계와 측정기계류에서의 기계의 정도는 매우 중요하다. 기계의 정도는 이들에 관하여 말하는 경우가 많다. 주로 금속을 절삭하거나 연삭함으로써 가공하는 좁은 뜻의 공작기계에서는 일반적으로 절삭공구 혹은 원형연삭숫돌(이하 공구라 한다)과 공작물 사이에 주어지는 상대운동에 의해 공작물을 소정의 형상·치수로 완성한다. 공구와 공작물 사이의 상대운동은 공작물의 형태에 알맞은 곡면에 따르게 마련이다. 상대운동은 세로 방향·가로 방향 그리고 높이 방향의 직진운동과 그들의 축 주위의 회전운동 성분으로 분해하여 그들을 합성시켜 주어지는 것이 보통이다. 운동성분의 결합은 공작기계의 작업내용에 따라 다르며, 복잡한 내용의 것일수록 많은 운동성분을 결합시키게 된다. 또 공작기계의 종류에 따라서는 이 밖의 운동성분을 쓰게 될 경우도 있다. 이러한 까닭으로 직진운동과 회전운동의 정도는 공작기계의 정도의 기본이 된다. 여기서 가공례에 관해 생각해 보자. 드릴링머신 등에 의해 판에 직경 d의 구멍을 뚫는 경우이다. 이 때 1의 구멍을 뚫은 다음에 2의 구멍을 뚫는다면, 공구 혹은 공작물을 A라는 경로를 통해서 1→2와 같이 이동하거나 B 또는 C의 경로를 통하거나 결과는 마찬가지이다. 즉 구멍의 간격 a, b의 공작 정도는 공구의 이동경로에 관계없이 이동의 시점과 종점에 대한 공구의 위치를 결정하는 정도에 달렸다. 이와 같은 작업의 경우 공구가 이동하는 동안의 각 운동성분의 속도는 공작정도에 직접적으로 영향을 미치지는 않는다. 선반으로 원추상 공작물을 가공하는 경우를 표시한 것이다. 이와 같은 공작물을 가공할 경우 공구의 날끝은 모선 AA′를 따라 이동하지 않으면 안 된다. 일반적인 선반으로는 공구의 이동은 그림에 x, y로 표시한 직각 2방향의 직진운동에 의해 주어진다. 즉 이 경우, 공구의 날끝은 xy면 안에서 희망하는 직선 위를 이동시키게 되므로 x, y 방향에 대한 공구의 이동속도, 즉 운동성분의 속도는 서로 일정한 관계를 유지하지 않으면 안 된다. 공작물 형상이 임의의 곡면인 경우에도 각 운동성분 사이의 속도의 관계가 공작 정도에 직접 영향을 주게 된다. 이상과 같은 2개의 예에서 알 수 있듯이 공작기계의 정도로서는 공구가 이동하는 도중에 절삭을 하지 않는 경우는 위치를 결정하는 정도가 중요하며, 공구의 이동 중에도 절삭을 하는 경우에는 위치를 결정하는 정도와 각 운동성분 사이의 상대속도의 정도가 아울러 중요하게 된다.

### 공작기계의 정도
공작 정도는 공작기계의 정도와 밀접한 관계가 있다. 공작기계의 각 부분을 그 관성력을 무시할 만한 정도의 느린 속도로 이동시킬 때의 정도를 정적 정도라 하고, 실제의 운동 상태와 같은 속도로 상호간에 이동시킬 때의 정도를 동적 정도라고 부른다. 동적 정도는 운동조건에 따라서 변화하며, 또 일반적으로 측정이 곤란하기 때문에 KS에서는 정적 정도시험과 일정한 조건 밑에서 실제로 공작하여 그 공작정도를 검사하는 공작정도시험 및 운전 성능에 관한 시험방법이 정해져 있다. 공작정도는 다시 공작기계의 강성, 각부의 마모, 온도의 변화 혹은 작업원의 숙련도 등의 영향을 받게 된다. 강성은 단위의 변위를 주는 데에 필요한 하중 혹은 힘의 크기를 나타내는 것으로서, 강성이 클수록 변위가 일어나지 않는다. 강성은 하중이 정하중인 경우와 변동하중인 경우에 따라 다르며 전자를 정강성, 후자를 동강성이라 부르고 있다. 강성이 불충분하면 절삭하는 도중에 공구에 부가되는 하중과 공작물의 중량 등에 의해 공작기계가 변형하여 공작 정도가 낮아진다. 이 때문에 설계를 할 때는 공작기계의 각 부에 충분한 강성이 주어지도록 고려되고 있다.

### 마모와 정도
마모는 기계에서 피할 수 없는 것이며 사용시간이 길수록 마모량은 증대하고 정도는 떨어진다. 공작기계에서는 내마모성을 향상시키기 위해 여러 가지로 고려가 가해지며, 한편으로는 마모가 생겨도 조정에 의해 정도를 유지할 수 있도록 고안되어 있다. 테이블 등의 직선 안내면 마모하여 간격이 커졌을 경우에는 볼트 1을 죄어 쐐기 2를 밀어 간격을 조절한다. 공작기계는 운전 중에 발생하는 열 때문에 부분적으로 온도의 차가 생기기 때문에 열을 받은 각 부의 재료는 팽창하여 변형된다. 열이 발생하는 부분은 공구의 바이트·축받이·톱니바퀴·유압펌프, 전동기 등이다. 열에 의한 변형은 일반적으로 예측하기가 곤란하므로 설계·제작에서나 사용에서 주의가 필요하다. 열변형에 의한 공작정도의 열화(劣化)는 특히 정밀공작기계에서 중요하다. 지그보링머신 등의 정밀공작기계가 항온 실내에서 사용되는 것은 이 때문이다.

### 자동공작기계의 정도
자동제어 공작기계는 위치를 결정하는 동작이나 송달 동작 따위의 운전 조작이 부분적 혹은 전면적으로 자동화되어 있다. 자동제어공작기계는 지시한 동작과 실제의 동작 사이의 차가 없어지도록 항상 제어되고 있으므로, 보다 안정된 정도를 기대할 수 있다. 이 종류의 공작기계는 숙련도 등의 작업자의 개성은 공작정도에 거의 영향을 주지 않는다. 이 밖에 공구의 마모, 공작기계의 기초 및 장치, 윤활의 방법 등도 공작정도에 영향을 미치기 때문에 중요하다.

## 아날로그 표시와 디지털 표시
측정에서의 변환의 최종 단계로서 가장 알려져 있는 것은 여러 가지의 측정기에서 흔히 보는 지침의 움직임에의 변환, 즉 지침이 눈금판에서 이동하는 길이의 변화에의 변환인 것이다. 이와 같이 최종 단계를 양의 변화로 나타내는 방법을 아날로그 표시라고 부른다. 이 아날로그 표시의 경우는 양자라는 것이 별로 중요한 의미를 나타내지 못하고 있는데, 양자라는 것을 의식적으로 채용한 방법으로서 디지털 표시가 있다. 거리의 교차로 부근에 설치되어 있는 소음계가 76, 77, 79… 등으로 표시하고 있는 것은 현대 도시의 하나의 풍물인 동시에 현대적 측정 수단의 하나의 예이기도 한 것이다. 디지털 표시의 경우, 숫자의 첫단위인 1은 그대로 양자 1개를 대표하고 있다. 그리고 숫자로 나타난 측정 결과는 그대로 계산기라는 현대적 도구에 보내져서 여러 가지의 현대적 위력을 발휘하게 되는 것이다.

## 측정기의 능력
길이의 측정기로서 가장 현대적인 것으로, 눈금의 위치를 알아보는 데는 광전현미경을, 측정을 위한 양자로서는 단색광의 파장을 이용하고 있다. 계수한 결과의 숫자를 타이프라이터(typewriter)에 의해 자동적으로 기록하기도 한다. 이렇게 되고 보면 인간의 감각은 이미 쓸모가 없어진 것 같은 인상마저 받게 된다. 이것은 양을 세밀하게 판별하는 능력, 이른바 측정기의 감도를 인간의 감각보다도 향상시킨 면에서의 기계 능력을 말해 주는 예이다. 측정기의 감도는 측정량의 변화에 대하여 측정기의 지시가 어느 정도의 비율로 변화하느냐 하는 것으로서 나타난다. 보통은 1눈금어치의 지시가 변화할 때의 측정량의 변화를 감도로 삼는다. 그리고 때로는 지침의 지시에 어떤 변화가 인정될 만큼의 측정량의, 최소한도의 변화량을 감도로 삼는 일도 있다. 측정기계가 인간의 감각을 초월한 측정을 가능하게 하는 것은 감도에 있어서뿐만이 아니다. 극단적으로 큰 양, 예컨대 지구의 크기, 천체의 거리, 선박의 무게, 용광로의 온도 등은 본래 인간의 감각만으로는 측정할 길이 없는 것이지만, 기계는 이것을 가능하게 하여 준다. 그 밖에 측정 결과를 확대 및 증폭하여 먼 곳에 전하며(원격측정：telemetering), 기록 또는 기억시키는 등 인간의 능력을 훨씬 넘어선 작용이 측정기의 여러 부분에서 실현되고 있다. 이러한 기계의 동작 원리로서는 최근 전자공학적인 것과 광학적인 것이 가장 존중되고 있다. 감각이나 두뇌의 연장과 같은 작용을 하는 기계의 동작에서는 거창함보다도 경쾌함이 더 요구되는 것이다. 전자는 가장 가벼운 입자이며, 광선은 질량은 없으나 에너지는 지닐 수 있다. 측정기계에서 전자나 광선의 작용이 존중받는 것은 너무나 당연한 일이라 하겠다.

## 단위

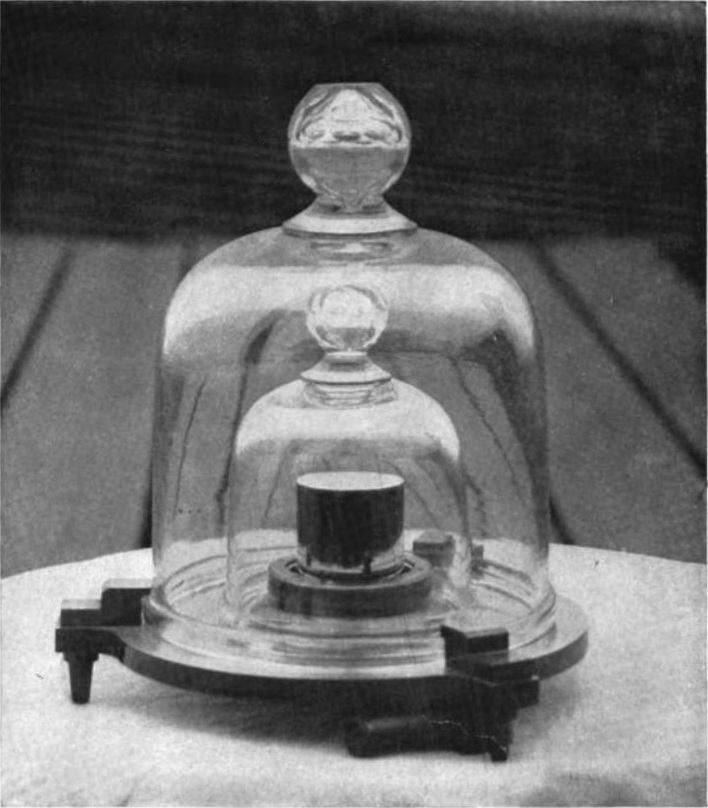
국립표준기술연구소에 보관 중인 백금(90%)과 이리듐(10%) 합금으로 이루어진 킬로그램 원기

전자는 가장 가벼운 입자이다. 질량의 단위를 이해함에 있어서는 가장 작은 질량을 가지고 있는 전자에 주목하고 이를 질량의 단위로 정하자는 주장도 있다. 그렇게 하면 질량을 측정한 결과는 항상 1 이상의 수로 표현될 것이다. 그러나 이에는 결정적으로 불편한 조건이 따른다. 그것은 전자의 질량이 속도에 의해서 변한다고 하는 상대론의 문제와 관련된다. 변하기 쉬운 것을 단위로 삼을 수는 없는 일이다. 물론 정지질량으로 단위를 삼는다고 하면 그러한 불편이 해결될 수도 있겠으나, 그래도 현실적으로 다른 여러 가지 불편이 있다. 그 중의 하나는 전자의 질량이 너무나 작아서 일상적인 물건의 질량, 예컨대 알사탕 1개의 질량을 나타내기 위해서는 1028이나 되는 방대한 수로 표시할 수밖에 없는데, 이것은 역시 여러 모로 불편하기 때문이다.
한편 측정 조작의 면에서도 전자를 천칭의 분동으로 삼는다는 것은 불가능한 일이다. 이러한 점을 고려한다면 측정의 단위를 정할 때에는 현실적인 생각으로 처리하는 것이 중요함을 알 수가 있다. 그런 의미에서도 1 kg이라는 크기는 매우 알맞은 양이다. 왜냐하면 전자의 질량은 10−30 kg인 한편, 태양은 대략 1030 kg에 상당하므로 1 kg 단위는 그 중간에 해당하기 때문이다. kg이라는 단위를 정한 프랑스혁명 시대의 학자는 당시 전자의 존재를 알지 못했고, 태양의 질량을 측정할 줄도 몰랐던 것이다. 그들은 0 °C의 물 1,000 cm3의 질량을 1 kg의 단위로 정한 데 지나지 않았다. 이것을 선택한 이유는 일상적으로 우리들 인간에게 다루기 쉬운 크기이며, 전인류가 공유할 수 있는 점, 그리고 자연 현상에 직결된 단위라고 하는 점에 절대적인 의미를 인정한 때문이었던 것이다. 여기에는 자유·박애·평등이라는 혁명사상의 반영이 있다. 왜냐하면 그 이전의 단위는 대개 전제군주가 임의로 정한 것이라든가 지방에 따라서 서로 다른 것이었다. 그러므로 물이라고 하는, 전인류가 공유하는 물질을 기초로 삼아 일정 온도에서의 그 체적을 정하면 질량이 확정된다고 하는 자연과학적인 지식을 동원하여서 이 단위를 정한 의의는 크다. 그리고 그 질량의 본으로서 킬로그램원기를 만들었고, 미터조약의 조직을 통해서 전 세계에 이 단위가 보급된 것이다. 다만 그 후 측정 기술의 진보는 이 때 원기를 만드는 작업에 있어서 약간이긴 하지만 오차가 있었음이 밝혀졌다. 오늘날에는 파리 교외의 국제도량형국에 보관되어 있는 킬로그램원기의 질량이 1 kg으로 통용되고 있다. 이와 같은 사실에 비추어서도 알 수 있듯이 단위의 제정은 결국 하나의 약속으로 이루어지는 것이다. 어떤 시대에 세계의 전문가들이 의논하여 가장 적당하다고 인정한 단위를 조약을 통한 약속으로 세계 각국에서 통용하게 되는 것이다. 그러므로 연구를 더한 결과보다 훌륭한 단위의 제정 방법이 발견되고 그것이 널리 승인받는다면 다시 새로운 조약을 통해서 새로운 단위로 변경하여 통용될 것이다. 1960년에 있은 '미터의 정의의 변경'은 그 대표적인 예이다. 이 때 미터원기는 수십년 전부터의 사명을 마치고 그 임무를 태양 광선의 파장에 인계했던 것이다. 그러나 같은 해에 벌써 길이 단위의 다음 후보로서 레이저의 이용이 화제에 올랐다. 또 질량 단위도 킬로그램원기와 같이 미시적으로 볼 때에 고르지 못한 점이 많이 드러나는 그런 것이 아니고, 격자결합 따위가 극히 적은, 이상에 가까운 결정을 이룬 것으로 바꿔야 한다는 주장이 차츰 강하게 일고 있다. 이와 같이 단위를 개선하려는 노력은 끊임없이 계속되고 있는 것이다.

## 측정의 의의
측정이 지니는 최대의 의의는 이학(理學), 즉 인간의 자연에 대한 인식과 공학, 즉 인간의 생산적 실천과를 연결하는 매듭으로서의 역할에 있는 것이다. 갈릴레이가 남긴 말 "측정할 수 있는 것은 모두 측정하고, 측정할 수 없는 것은 측정할 수 있게 하자"는 것은 그대로 정량적 자연과학의 도표가 되고 있다. 최근에는 측정기가 전자계산기와 결합되기도 하고, 자동제어기구의 일부로서 편성되고도 있다. 이 밖에도 오토메이션(automation)이나 집중관리, 환경의 제어, 원자력·우주의 개발 등 공학 부문에서의 새로운 경향은 측정을 무시하고는 그 어느 것 하나도 성립될 수 없는 것이다.

## 중량 및 질량의 측정

### 중량과 질량
지구 상에서와 달에서는 같은 물건이라도 무게, 즉 중량이 다르다. 또한 이 물건을 무중량 상태 속에 넣으면 중량이 없어져서 둥둥 뜨고 만다. 이와 같이 같은 물건이면서도 놓인 장소에 따라서 중량이 달라지는 일이 있다. 그러나 어떠한 경우에도 물건 자체에는 아무런 변화가 없다. 여기서 물건의 질량이라는 것을 생각하게 된다. 즉 물건의 질량은 어떤 장소에서는 같은 것이며, 그 중량이 달라짐은 그 물건에 작용하는 인력의 정도가 다르기 때문이라고 생각한다. 지구상에서는 인력이 강하기 때문에 물건이 무겁지만, 달의 인력은 지구보다 약하므로 달에서는 물건이 가벼워진다. 그러나 그 물건의 질량은 언제나 일정하며 변하지 않는다. 킬로그램원기의 질량을 1 kg으로 정했다. 그리고 같은 장소에서 중량이 킬로그램원기와 같다면, 그 물건의 질량은 1 kg, 2배이면 그 물건의 질량은 2 kg이 된다고 한다. 지구상에서의 물건의 중량이라는 것은 그 물건이 지구에 의해서 끌어당김을 받는 힘, 즉 중력에서 생긴다고도 할 수 있다. 지구상에서의 중량은 그 물건의 질량과 중력가속도 g의 곱인 것이다. 지구상에서는 중력가속도 g의 값은 장소에 따라서 약간의 차이는 있으나, 대개 9.8 m/s2이다. 따라서 지구상에서는 질량 1 kg되는 물건의 중량은 1 kg×9.8 m/s2=9.8 kg·m/s2(9.8뉴턴)이며, 이것을 1중량킬로그램(kgf)이라고도 한다. 물건의 질량은 지구상에서도 달에서도 무중량 상태에서도 변하지 않는다.

### 천칭과 분동

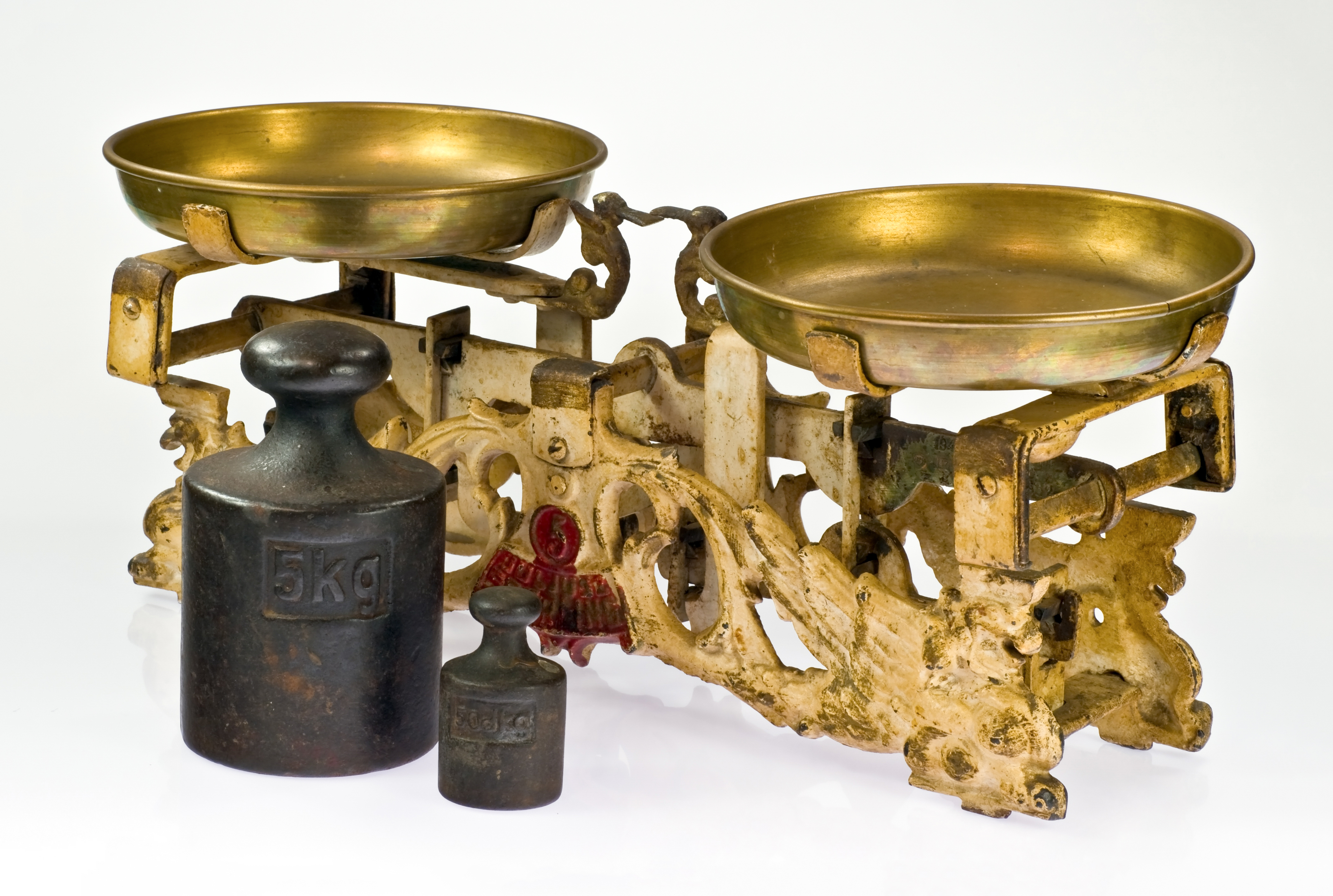
A two-pan balance.

천칭은 중앙에 지점이 있는 막대(지레)의 양끝에 접시가 있는 것으로서, 그 한쪽 접시에는 측정물을 얹고 다른 쪽의 접시에는 서로 균형을 이룰 만큼의 분동을 얹어서 질량을 측정하도록 되어 있다. 분동은 1 g, 2 g, 5 g…과 같이 여러 무게의 것이 한 세트를 이룬다. 1 g 이하의 분동은 판상이 많고, 질량의 크기에 따라 모양이 다르므로 그 형상만으로도 질량을 구별할 수 있도록 만들어져 있다. 최근에는 조작이 간단하고 빨리 측정할 수 있는 직시천칭이 널리 쓰이고 있다. 측정물을 얹는 접시가 하나 있고, 분동은 접시가 달려 있는 막대(지레)에 걸려 있다. 접시에 물건을 얹으면 지레는 균형을 이룬 상태에서 벗어나고 접시가 아래로 내려온다. 여기에서 균형을 되찾을 때까지 분동을 떼어내어, 그 떼어낸 분동의 질량을 조사함으로써 접시에 얹힌 물건의 질량을 측정하는 것이다. 분동을 걸고 떼어내기 위해서는 천칭케이스의 외부에 있는 다이얼(dial)을 돌리면 된다. 측정에서 떼어내는 분동의 질량 값은 다이얼의 회전과 함께 연동되는 지시부에 수치로 표시된다.

### 킬로그램원기
국제적으로 킬로그램의 표준이 되는 원기는 파리(Paris) 교외에 있는 국제도량형국에 보관된 국제킬로그램원기이다. 이 원기도 분동의 일종으로서, 백금 90 %, 이리듐 10 %의 합금으로 만들어져 있다. 미터조약에 의해서 각국은 이 원기의 질량을 1 kg으로 삼도록 약정되어 있는 것이다.

### 용수철저울과 앉은저울
가정이나 상점에서 사용되고 있는 저울에는 용수철식으로 된 것이 많다. 용수철이 늘어나는 정도는 저울에 매단 물건의 무게(질량이 아님)에 비례하는 것이므로, 분동을 이용해서 미리 눈금을 표시해 두면, 물건을 매단 때에 용수철이 늘어나는 정도를 측정해서 질량을 알 수 있다. 다만 분동으로 눈금을 정한 장소 이외의 곳에서는 중력속도가 같지 않은 이상 질량을 정확하게 측정할 수는 없다. 앉은저울은 약 20 kg 이상의 질량을 측정하는 데 사용된다. 트럭이나 화차의 질량을 측정하는 차량용 앉은저울이나 강괴의 질량측정저울에는 100 t 정도의 것까지도 측정할 수 있는 대형의 것이 있다. 차량용 저울은 본체를 땅속에 묻고 측정대의 면과 지면과를 같은 높이로 하여 차량에 화물을 싣고 부리는 데 편리하도록 되어 있으며, 강괴 측정 등의 공장용의 것은 작업 공정 중에서의 측정에 알맞은 구조로 되어 있다. 앉은저울의 대부분은 지레의 원리를 이용하여 측정물의 무게와 분동의 무게를 균형지어 그 물건의 질량을 측정하는 구조로 되어 있다. 최근에는 로드 셀을 이용한 전기식의 것도 사용되고 있다. 로드 셀은 물건의 무게를 전기신호로 변환하는 장치이며, 그 중에서도 신장계를 이용한 것이 널리 쓰이고 있다. 탄성강의 원주나 각주의 측면에 신장계라는 가느다란 저항선을 접착제로서 붙여 둔다. 로드 셀의 위로부터 중량이 더해져서 탄성강의 기둥이 변형되면 이에 붙어 있는 신장계가 늘어나든가 또는 오그라들어서 전기저항이 변화한다. 신장계가 늘어나면 길이가 늘고 단면적이 작아지기 때문에 전기저항이 크게 되고, 오그라들면 반대로 전기저항이 작아진다. 그 변화는 더해진 무게와 일정한 관계가 있으므로, 그 전기저항의 변화를 측정함으로써 물건의 무게를 알 수가 있다. 트럭의 적재량을 단속하는 데 등에 사용하는 로드미터(load meter)에는 이 로드 셀을 이용한 것이 많다.

### 컨베이어 스케일과 호퍼 스케일
공장 등에서는 입상으로 되어 있는 물건을 운반하는 데에 흔히 벨트 컨베이어를 이용하고 있다. 그 경우 운반되고 있는 물건의 질량을 벨트 위에서 연속적으로 측정하기 위해 벨트 컨베이어의 장치에 저울을 장치한 것이 있다. 이것을 컨베이어 스케일(conveyor scale)이라 한다. 물건이 운반되는 벨트의 일부분을 지레로 받아 지레식 저울의 원리에 의해서 운반되는 물건의 질량을 측정하는 것이다. 한편 벨트 컨베이어로 운반한 물건의 질량을 측정할 뿐만 아니라 그 양이 항상 일정한 질량으로 유지되도록 자동조절하는 장치와 결합시킨 저울도 있다. 이것을 포이드미터라고 한다. 가루나 알로 되어 있는 물건을 일정 질량씩 부대·용기에 넣을 때에 쓰이는 저울에 호퍼 스케일이라는 것이 있다. 호퍼라고 불리는 용기와 지레식 저울과를 합친 것이라고도 볼 수 있다. 호퍼 위로부터 측정할 분립체(粉粒體)를 부어 넣고, 그것이 미리 정한 어떤 질량으로 되면 지레가 기울어져서 그 신호에 따라 호퍼의 윗부분의 입구가 닫히고 아래쪽의 출구가 열린다. 그리하여 호퍼 속에 있는 일정 질량의 분립체가 아래에 있는 부대 속으로 떨어져 들어가는 것이다.

## 시간의 측정
태양이 비치는 지면에 막대기를 세우고, 그 그림자의 이동에 의해서 시각을 알아보는 방법은 해시계로서 옛날에 사용된 시계의 하나이다. 이 시계를 사용할 경우, 태양이 정남 쪽에 와서 막대 그림자의 길이가 가장 짧아진 때로부터 다음날 그와 같은 그림자로 될 때까지의 사이를 구분하여 하루를 정한다. 이것이 진태양일이라고 불리는 것이다. 그러나 이 진태양일의 길이는 1년 동안에 주기적으로 변화한다. 그 원인은 황도와 적도와의 사이에 23.5도의 경사가 있고, 또 지구의 공전이 원궤도를 이루는 것이 아니라 타원궤도이기 때문이다. 이와 같이 하루의 길이가 계절에 따라 다르게 되면 불편하므로 이 불균일을 1년에 걸쳐 평균해서 평균태양일이라는 것을 정했다. 이 평균태양일을 기준으로 하여 정한 시각이 오늘날 우리들이 쓰고 있는 시각이다. 진태양일에 기준해서 정한 시각과 평균태양일에 기준해서 정한 시각과를 비교하면, 1년을 통하여 계절에 의한 차이가 생긴다. 예컨대 2월 10일경에는 평균태양시가 진태양시의 정오보다 약 14분 늦다.
이제 시간의 단위로서의 초는 하루, 즉 24시간이 정해지면 그 86400분의 1로써 결정된다. 그렇기 때문에 1958년까지는 초란 평균태양일의 86400분의 1이라고 정의되어 왔다. 그런데 정밀한 연구가 진행된 결과, 하루의 길이가 아주 조금씩이기는 하지만 해마다 차츰 길어지고 있다는 사실이 밝혀졌다. 예를 들면 1956년 초부터 1957년까지의 2년 동안에 하루의 길이는 1만분의 8초 길어졌다는 사실이 알려졌다. 여기에서 보다 안정된 정의가 요구되어, '초란 1899년 12월 31일 오후 9시에서의 1태양년의 31556925.9747분의 1'이라고 개정되었다.
절대 영도에서 세슘-133 원자의 바닥 상태 (6S1/2)에 있는 두 개의 초미세 에너지준위 (F=4, F=3)의 주파수 차이를 9192631770 Hz로 정의하고 그 역수를 통해 초를 정의하고 있다. 즉, 세슘 133이라는 원자에 어떤 특정 주파수의 전파를 쬐면 세슘 원자가 바닥상태에서 들뜬 상태로 변하게 되는데 이 특정 전파의 진동수를 세고 그 진동수가 9192631770이 되면 1초로 정의하는 것이다. 영국의 물리학자 루이 에센(1908~1997)이 1955년에 처음 이론을 냈다.
시각 또는 시간의 결정은 천체의 관측에 의하여 일정한 신호전파로 현재의 시각이 알려지고 있다. 라디오나 텔레비전의 시보는 이 신호전파를 받아서 방송국의 표준시계를 맞추어 두었다가 그 시계로써 전파에 실려 방송하고 있는 것이다.

## 같이 보기
- 관측
- 오차
- 관측값
- 정확도와 정밀도